# Марлін – Лонгфорд
Марлін — Лонгфорд — газопровід на південному сході Австралії, споруджений у межах розробки офшорних родовищ басейну Гіпсленд (Бассова протока).
У 1969 році почалась розробка газового родовища Марлін, на якому в районі з глибиною моря 52 метри встановили платформу Марлін А. Від платформи до берегового газопереробного заводу Лонгфорд проклали трубопровід діаметром 500 мм, що має дві ділянки — офшорну завдовжки 53 кілометри та наземну завдовжки 55 кілометрів. Спорудження офшорної ділянки виконало судно «Ingram Derric Barge 5», а для укладання вже прокладеної труби в траншею використали «Ingram Jet Barge 5».
Варто відзначити, що в 2010-х роках через нову платформу Марлін В створили сполучення з системою Кіпер — Туна — Снаппер.